# Neuchâtel Xamax FC
Az Neuchâtel Xamax FC, teljes nevén Neuchâtel Xamax Football Club egy svájci labdarúgócsapat Neuchâtelben, jelenleg az másodosztályban szerepel. Pénzügyi nehézségek miatt 2012-ben távozniuk kellett az első osztályból, majd hat év elteltével, a 2017-18-as másodosztályú bajnokság győzteseként jutottak vissza az élvonalba. Színei: vörös és fekete. A Xamax elnevezést az egyik alapító: 'Xam' Max Abegglen után kapta. Háromszoros svájci bajnok (1915–16, 1986–87, 1987–88).
Hazai mérkőzéseit a 12000 fő befogadására alkalmas Stade de la Maladière stadionban játssza.

## Története
Az FC Cantonal (1906) és az FC Xamax (1912) egyesülésével a klubot 1970-ben alapították. Az első komolyabb sikerre 1974-ig kellett várni, ekkor a bejutott a svájci kupa döntőjébe. Az 1977-es ligakupában ugyancsak második helyen végzett. 
A klub történetének legnagyobb sikereire 1987-ben és 1988-ban került sor. Ekkor sikerült megnyernie a svájci bajnokságot két ízben is. A kupában 1985-ben, 1990-ben, 2003-ban és 2011-ben is döntőt játszott, de egyetlenegyszer sem sikerült győznie.  
a 2011–2012-es szezonra 20 millió svájci frank tartozást halmozott fel a klub és emiatt kizárták az élvonalból. A tulajdonos Bulat Csagajevet börtönbe zárták, a Neuchâtel Xamaxot pedig az ötödosztályba sorolták vissza. A 2017-18-as idényben a másodosztály bajnokaként jutott vissza az élvonalba.

## Sikerek
- Svájci bajnokság (Swiss Super League):
  - Bajnok (3): 1915–16, 1986–87, 1987–88

- Svájci másodosztályú bajnokság (Challenge League):
  - 1. hely (3): 1972–73, 2006–07, 2017–18

- Svájci harmadosztályú bajnokság (Promotion League):
  - 1. hely (1): 2015

- Svájci negyedosztályú bajnokság (1. Liga Classic):
  - 1. hely (1): 2014

- Svájci ötödosztályú bajnokság (2. Liga Interregional):
  - 1. hely (1): 2013

- Svájci kupa (Swiss Cup):
  - 2. hely (5): 1973–74, 1984–85, 1989–90, 2002–03, 2010–11

- Ligakupa:
  - 2. hely (1): 1977

## Ismertebb játékosok
| - Ansi Agolli - Claudio Borghi - Joel Griffiths - Trifon Ivanov - Hossam Hassan - Hany Ramzy - Niklas Tarvajärvi - Gilbert Gress - René van der Gijp - Auðun Helgason - Don Givens - Thimothée Atouba - Joseph Ndo - Horst Blankenburg | - Uli Stielike - Détári Lajos - Viorel Moldovan - Xavier Molist - Alain Geiger - Stéphane Henchoz - Stephan Keller - Xavier Margairaz - Steve von Bergen - Hussein Sulaimani - Henri Camara - Papa Bouba Diop - Kader Mangane |

## Ismertebb vezetőedzők
- Nestor Clausen
- Roy Hodgson
- Gilbert Gress
- Miroslav Blažević
- Didier Ollé-Nicolle
- Joaquín Caparrós